# Tim Harden
Tim Harden (ur. 27 stycznia 1974 w Kansas City, w stanie Missouri) – amerykański lekkoatleta specjalizujący się w biegach sprinterskich, srebrny medalista letnich igrzysk olimpijskich w sztafecie 4 x 100 metrów (Atlanta 1996), halowy mistrz świata w biegu na 60 metrów (Lizbona 2001).

## Sukcesy sportowe
- mistrz Stanów Zjednoczonych w biegu na 100 m – 1998[1]
- dwukrotny halowy mistrz Stanów Zjednoczonych w biegu na 60 m – 1995, 1999[2]

| Rok  | Miasto       | Zawody                    | Konkurencja        | Wynik         |
| ---- | ------------ | ------------------------- | ------------------ | ------------- |
| 1996 | Atlanta      | igrzyska olimpijskie      | sztafeta 4 x 100 m | srebrny medal |
| 1998 | Moskwa       | finał Grand Prix IAAF     | bieg na 100 m      | III miejsce   |
| 1998 | Johannesburg | Puchar Świata             | bieg na 100 m      | IV miejsce    |
| 1999 | Maebashi     | halowe mistrzostwa świata | bieg na 60 m       | srebrny medal |
| 1999 | Sewilla      | mistrzostwa świata        | bieg na 100 m      | V miejsce     |
| 2001 | Lizbona      | halowe mistrzostwa świata | bieg na 60 m       | złoty medal   |

## Rekordy życiowe
- bieg na 100 m – 9,92 – Lucerna 05/07/1999
- bieg na 200 m – 20,54 – Fayetteville 15/05/1994
- bieg na 50 m (hala) – 5,64 – Madryt 16/02/2000
- bieg na 60 m (hala) – 6,43 – Maebashi 07/03/1999 (4. wynik w historii)